# Kushal Pal Singh
Kushal Pal Singh ou K.P.Singh  (Bulandshahar,  15 de agosto de 1931) é um empresário    
indiano e atual presidente da DLF Universal Limited, maior empresa indiana do setor de desenvolvimento e incorporação imobiliária.
Com uma fortuna avaliada em US$ 30 bilhões e dono de 99,5% das ações da empresa da qual preside, K.P.Singh foi classificado pela revista Forbes, em março de 2008 como oitavo homem mais rico do mundo.

## Biografia
K.P.Singh nasceu em Bulandshahar, no estado de Uttar Pradesh, na Índia. Pertencente a uma família de advogados e senhorios, graduou-se em Ciências pelo Meerut College e estudou Engenharia Aeronáutica no Reino Unido. Mais tarde retornou ao seu país de origem, onde integrou a Academia Militar Indiana de Dehradum.
Após deixar o exército, Singh em 1960, juntou-se a American Universal Eletric Company, uma joint venture entre a Universal Eletric Company, de Michigan e a companhia que levava o nome da família, Singh. Posteriormente com suas habilidades de empreendedor, K.P.Singh promoveu uma outra companhia, Willard India Limited, tornando-se diretor da mesma.
Em 1979, ele incorporou  Delhi Lease e a Finance Limited Universal, e após a fusão da American Universal Company e DFL Universal Limited, Singh se tornou o diretor geral desta nova companhia. Atualmente mora em Delhi, mas possui residências na Ásia e Austrália. É casado e pai de três filhos.

## Cargos importantes
Além de presidente da DFL Universal Limited, K.P.Singh é:
- Membro do FCCI (Comitê Executivo da Federação das Câmara de Comércio Indiano e Indústria)
- Membro do Grupo Visão Panorâmica  para o Plano Diretor de Delhi em 2021
- Membro da Organização Regional do Planejamento e Habitação(EAROPH)
- Membro fundador, Conselho Nacional de Desenvolvimento(NAREDCO)
- Cônsul Geral Principado de Mônaco

Outros cargos por ele ocupado:
- Membro da Assembleia de Reformas, Governo Rajasthan
- Membro do Conselho de Administração, Instituto Nacional de Tecnologia, Durgapur
- Foi o presidente da PHD ( Câmara do Comércio e Indústria)
- Diretor da Administração  RBI ( Banco Central da Índia )

Recebeu o prêmio Delhi Ratna, da ministra-chefe Sheila Dixit pela excepcional contribuição para o desenvolvimento de Delhi.

## Sobre a DFL Universal Limited
Devido à eficiência, variedade no conjunto de layout e amplo portfólio à disposição, a empresa passou a ser vista como referência no setor. O resultado foi à maximização em termos de receita, lucros, capitalização de mercado e desenvolvimento na área. A DFL expandiu-se em Gurgaon, e foi a pioneira em seu desenvolvimento, o que atraiu inúmeras multinacionais, como a GE, Pepsico, IBM, Nestlé,entre outras, a instalarem  seus escritórios corporativos na cidade. A estreita relação entre o executivo da GE, Jack Welch, e K.P.Singh contribuiu para o crescimento dos negócios da multinacional americana na Índia.